# Pyrgopolon ctenactis
Pyrgopolon ctenactis är en ringmaskart som först beskrevs av Morch 1863.  Pyrgopolon ctenactis ingår i släktet Pyrgopolon och familjen Serpulidae. Inga underarter finns listade i Catalogue of Life.